# Sergei Nikolajewitsch Ageikin
Sergei Nikolajewitsch Ageikin (russisch Сергей Николаевич Агейкин; * 13. Juni 1963 in Saratow, Russische SFSR; † 30. Mai 2001 in Moskau, Russland) war ein russisch-sowjetischer Eishockeyspieler, der 1986 mit der Sowjetischen Nationalmannschaft die Goldmedaille bei der Weltmeisterschaft gewann.

## Karriere
Sergei Ageikin begann seine Karriere bei Kristall Saratow, bei denen er den Sprung von den Junioren in die erste Sowjetische Eishockey Liga schaffte. 1982 nahm er an der U20-Junioren-Weltmeisterschaft teil und gewann die Goldmedaille. 1985 wechselte er zu Spartak Moskau. Ageikin nahm an der Eishockey-Weltmeisterschaft 1986 in der heimischen Sowjetunion teil und gewann dort den Titel. Nach sechs Jahren in Moskau wechselte er das erste Mal ins Ausland, zum polnischen Erstligisten Podhale Nowy Targ. Ein Jahr später ging es in die Oberliga Deutschland zum 1. EV Weiden, bei denen er zweieinhalb Saisons spielte. Nach einem Streit mit Trainer Wilbert Duszenko verließ er Weiden während der Saison und schloss sich dem ERC Sonthofen an. Nach einem Kurzintermezzo in Italien beim SC Laces Val Venosta wechselte er 1997 erneut für zwei Jahre nach Deutschland zum EV Ravensburg. 1999 zog es Ageikin dann aber wieder in seine Heimat zu Witjas Podolsk.

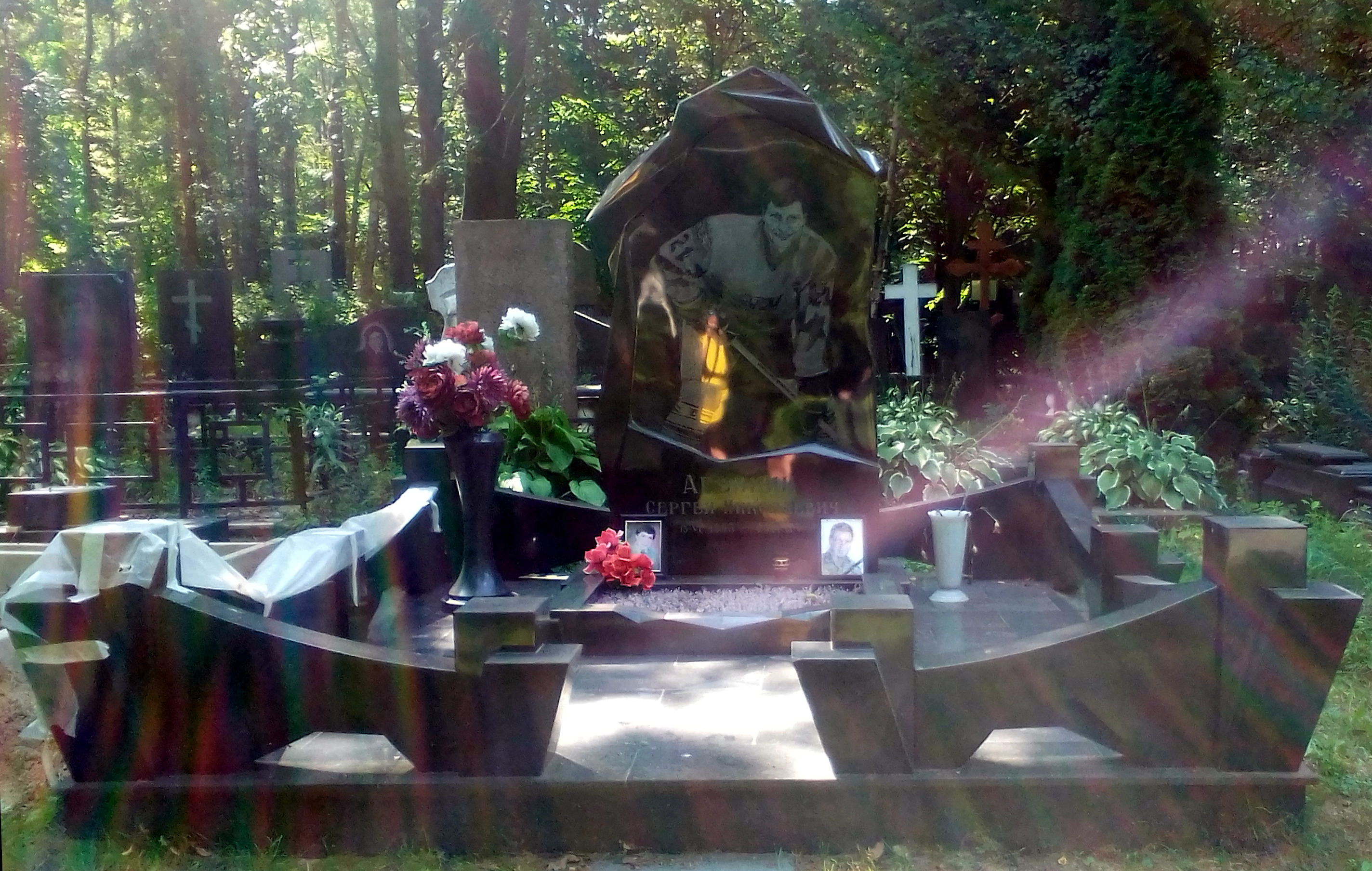
Das Grab von Ageikin auf dem Friedhof Wostrjakowo in Moskau

Am 30. Mai 2001 starb Ageikin kurz vor seinem 38. Geburtstag an Leukämie. Er wurde auf dem Friedhof Wostrjakowo in Moskau beigesetzt.

## Erfolge und Auszeichnungen
- 1983 Goldmedaille bei der Junioren-Weltmeisterschaft
- 1985 Spengler-Cup-Gewinn mit Spartak Moskau
- 1986 Goldmedaille bei der Weltmeisterschaft
- 1990 Spengler-Cup-Gewinn mit Spartak Moskau

## Karrierestatistik

### International
(Legende zur Spielerstatistik: Sp oder GP = absolvierte Spiele; T oder G = erzielte Tore; V oder A = erzielte Assists; Pkt oder Pts = erzielte Scorerpunkte; SM oder PIM = erhaltene Strafminuten; +/− = Plus/Minus-Bilanz; PP = erzielte Überzahltore; SH = erzielte Unterzahltore; GW = erzielte Siegtore; 1 Play-downs/Relegation; Kursiv: Statistik nicht vollständig)